# مؤسسة ضوء الشمس
مؤسسة ضوء الشمس منظمة أمريكية غير ربحية كما أنها أيضًا غير حزبية تدافع عن الحوكمة المفتوحة. وقد تأسست في أبريل 2006،  وذلك بهدف زيادة الشفافية في الكونجرس الأمريكي، والحكومة الاتحادية والتنفيذية المحلية.